# Rysa (mineralogia)
Rysa – w mineralogii, barwa proszku, jaki powstaje po sproszkowaniu minerału. 
Barwa rysy, czy też proszku jest bardzo ważną cechą diagnostyczną przy rozpoznawaniu minerałów. Nazwa wywodzi się stąd, że najłatwiej proszek uzyskać poprzez zarysowanie próbki. Najprostszym urządzeniem jest ostrze stalowe lub twardsze, lecz najpowszechniejsza jest biała płytka porcelanowa. Na jej białym tle najłatwiej można określić barwę proszku uzyskanego przez potarcie minerału o płytkę. 
Barwa rysy bywa inna niż barwa minerału dostrzegana makroskopowo. Ułatwia to identyfikację odmian minerałów różniących się barwą, np. hematyt Fe2O3, tworzy wiele odmian o różnych barwach i odcieniach, jednak każda jego postać daje nam brunatnowiśniową rysę.